# Cellules de Raji
Pour les articles homonymes, voir Raji (homonymie).

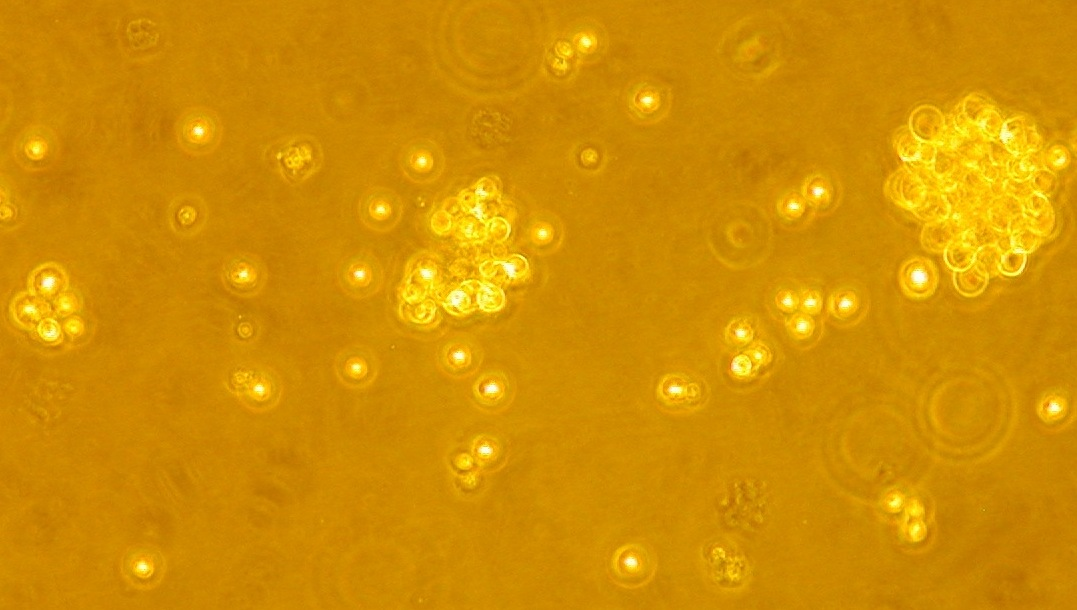
Culture de cellules de Raji

La lignée cellulaire Raji (ou cellules de Raji) est la première lignée cellulaire humaine cultivée en laboratoire qui soit continue et d'origine hématopoïétique. Il s'agit de cellules de type Lymphocyte B.

## Généralités
Ces lignées cellulaires produisent une souche inhabituelle du virus d'Epstein-Barr qui à la fois transforment les lymphocytes du cordon ombilical et induisent des antigènes précoces dans les cellules Raji. 
Des translocations entre les chromosomes 8 et 22 ont eu lieu dans les trois lignées existantes, mais leurs cellules synthétisent l'immunoglobuline M avec des chaînes légères du type kappa, alors qu'il y a habituellement concordance entre une translocation impliquant le chromosome 22 et la synthèse de la chaîne lambda.
Les deux gènes kappa et un gène lambda sont réarrangés, ce qui indique 
- soit que la translocation peut se produire comme un événement distinct du réarrangement du gène des immunoglobulines, soit que la séquence hiérarchique proposée des réarrangements des gènes des immunoglobulines n'est pas toujours respectée
- que dans les cellules contenant une translocation entre le bras long du chromosome 8 et un chromosome portant un gène d'immunoglobuline, l'altération de l'expression myc cellulaire peut se produire indépendamment du gène d'immunoglobuline qui est exprimé[3].

En 1987, P Peulve montre dans les surnageants de cultures de la lignée lymphoblastique humaine Raji la présence d'au moins un facteur pouvant inhiber in vitro la croissance des certaines cellules hématopoïétiques (granulocytes, monocytes, érythrocytes et lymphoïdes). Ce facteur est labile a 56 °C durant 30 minutes. Il peut être précipité par le sulfate d'ammonium (à 80 % de saturation) ; apparemment non-cytotoxique, il ne s'agit ni d'un interféron ni de pustaglandines, ni d'une prostaglandine. 
Ce facteur semble agir sur les progéniteurs hématopoïétiques les plus immatures. La présence de sérums humains dans les cultures, permet de "supprimer" partiellement l'inhibition de croissance produite par le facteur

## Utilisation
Les cellules Raji sont largement utilisée comme hôte de transfection et pour l'étude des tumeurs hématopoïétiques et d'autres cellules malignes. 
Elles sont aussi été utilisé pour étudier l'immunité et les maladies auto-immunes et détecter le complexe immun car elles possèdent et expriment plusieurs récepteurs pour certains composants du complément, ainsi que des récepteurs Fc pour l'immunoglobuline G.